# Eulithidium comptum
Eulithidium comptum is een slakkensoort uit de familie van de Phasianellidae. De wetenschappelijke naam van de soort is voor het eerst geldig gepubliceerd in 1855 door Gould.